# Dawie Theron
Pour les articles homonymes, voir Theron.
Pas d'image ? Cliquez ici

a Compétitions nationales et continentales officielles uniquement.

b Matchs officiels uniquement.
Dernière mise à jour le 29 novembre 2024.
David (Dawie) François Theron, né le 15 septembre 1966 à Bloemfontein en Afrique du Sud, est un ancien joueur de rugby à XV qui a joué avec l'équipe d'Afrique du Sud. Il évoluait au poste de pilier (1,90 m pour 119 kg).

## Biographie
Après sa retraite de joueur, il se reconvertit en tant qu'entraîneur. Il est nommé à la tête de l'équipe d'Afrique du Sud des moins de 20 ans en 2011, d'abord engagé pour une durée de trois ans.

### En équipe nationale
Il a disputé son premier test match le 3 août 1996 contre l'Australie.  Il joua son dernier test match contre la Nouvelle-Zélande, le 9 août 1997.

## Palmarès
- 13 test matchs avec l'équipe d'Afrique du Sud
- Test matchs par année :  8 en 1996,  5 en 1997